# سيمون ماثيو
سيمون ماثيو (بالدنماركية: Simon Mathew)‏ هو مغني دنماركي، ولد في 17 مايو 1983 في Grenaa Municipality ‏ في الدنمارك.

## وصلات خارجية
- الموقع الرسمي
- سيمون ماثيو على موقع IMDb (الإنجليزية)
- سيمون ماثيو على موقع ميوزك برينز (الإنجليزية)
- سيمون ماثيو على موقع أول ميوزيك (الإنجليزية)
- سيمون ماثيو على موقع ديسكوغز (الإنجليزية)